# 噺本
噺本（はなしぼん）は、江戸時代の戯作の一種。読本や草双紙とともに、俗文学の一種。咄本とも表記される。

## 概要
滑稽本から派生しているが、短編であるという点が特徴である。笑い話や小咄を集めた集成本であり、落語、川柳、洒落本の原点などとの関係も深い。およそ元和、寛永頃に誕生し、古くから挿絵も見られる。浮世絵の祖といわれる菱川師宣による『私可多咄』が絵師の落款のある最初の作品とされる。その後、菱川派、鳥居派、勝川派、北尾派、喜多川派、歌川派、葛飾派など多数の浮世絵師が噺本の挿絵に携わっている。末期には黄表紙、合巻風の噺本も制作され、その挿絵もこれに準じたものになっていった。

## 主な作品
- 『私可多咄』 （中川喜雲作、菱川師宣画） 万治2年（1659年）の上方版は所蔵先不明、寛文11年（1671年）の鱗形屋版が現存
- 『落噺生鯖船（おとしばなしいきさばぶね）』（玉虹楼一泉作、柳川重信画）文政3年（1820年）永寿堂版
- 『百福物語』（恋川春町、朋誠堂喜三二、恋川行町合作、喜多川歌麿画）
- 『落語の吹寄』（落語家連中作、歌川国利画） 明治18年（1885年） 長谷川忠兵衛梓